# Sportclub Rapid 1955-1956
Questa voce raccoglie le informazioni riguardanti lo Sportclub Rapid nelle competizioni ufficiali della stagione 1955-1956.

## Stagione
La stagione 1955-1956 del Rapid Vienna inizia con una tournée in Australia, con ben 18 amichevoli in programma dal 2 luglio al 20 agosto 1955, fra cui 5 confronti con la Nazionale australiana. Il Rapid fa ritorno da Sydney appena in tempo per l'esordio in campionato, il 28 agosto contro il Simmeringer in una rinnovata Pfarrwiese, partita vinta 4-2.
Il girone d'andata del campionato di Staatsliga A vede il Rapid installarsi al primo posto della classifica, seppur in svantaggio per differenza reti; il 23 ottobre, con la vittoria nel derby contro l'Austria Vienna per 3-1, i bianco-verdi raggiungono quota 12 punti dopo 8 giornate, merito di 5 vittorie, 2 pareggi e una sola sconfitta, subita ad opera del First Vienna. Nel frattempo, i viennesi fanno il loro esordio in Coppa dei Campioni, alla quale partecipano per decisione della federazione, benché fossero giunti solo al 3º posto nella Staatsliga A 1954-1955, dietro al Wiener Sport-Club e al First Vienna campione. Negli ottavi di finale il Rapid affronta gli olandesi del PSV Eindhoven, vincendo di larga misura (6-1) la gara d'andata alla Pfarrwiese e perdendo di misura (0-1) nel ritorno a Eindhoven. A sua volta, il PSV partecipava alla Coppa dei Campioni su invito della propria federazione, in quanto il titolo olandese era stato vinto dal Willem II. Durante la seduta del consiglio d'amministrazione del 4 ottobre 1955 il direttore sportivo Leopold Gernhardt rassegna le dimissioni, l'incarico viene assegnato a Rudolf Schick. Gernhardt, che dal marzo 1955 rivestiva anche il ruolo di allenatore della prima squadra, viene sostituito in panchina da Alois Beranek.
La pausa invernale inizia l'11 dicembre 1955 e dura fino al rientro in campo della Staatsliga A, il 7 marzo 1956. Durante questo periodo il Rapid ha giocato 10 amichevoli, principalmente in Nordafrica e ad Atene. Precedentemente, il 15 novembre, aveva giocato una partita amichevole all'Upton Park di Londra, contro il West Ham United, pareggiando 1-1. Mentre il campionato austriaco è fermo e dopo un viaggio ferroviario di 60 ore dalla Grecia in Austria, il 18 gennaio 1956 si gioca la gara d'andata dei quarti di finale di Coppa dei Campioni, a Vienna contro il Milan. Un gol di Robert Körner pareggia quello di Nordahl e la contesa termina in parità. Quasi un mese dopo, il 12 febbraio, a Milano si gioca il ritorno e i rossoneri, stavolta, dilagano fino al 7-2 conclusivo. La sconfitta costa la panchina a Beranek, che aveva assunto la guida tecnica della squadra nel gennaio 1956. Al suo posto, la dirigenza chiama Franz Wagner in qualità d'allenatore ad interim, il suo mandato scadrà poi in agosto, quando Max Merkel ne prenderà il posto.
Il girone di ritorno di Staatsliga A si apre con una netta affermazione sul Simmeringer (4-1), ma l'11 marzo, nel derby contro il Wacker Vienna, il Rapid viene superato per 2-0. La sconfitta dà una scossa alla squadra, che supera nettamente il Kapfenberger 6-0. Si gioca poi l'Osterturnier, tradizionale manifestazione del periodo pasquale, che attira folle di quasi 50 000 spettatori sia a Vienna che a Budapest, malgrado il carattere amichevole del torneo. All'epoca gli incassi di queste partite costituivano buona parte del budget annuale di un club di calcio e il prezzo di un biglietto per un posto in piedi era di 10 scellini. Ripreso il campionato, il Rapid prosegue il duello con il Wacker. Il 18 aprile sconfigge con un netto 6-0 il Wiener Sport-Club; la settimana seguente subisce la sconfitta più pesante della stagione in patria, perdendo 5-1 contro il First Vienna, ma sarà quella l'ultima sconfitta in campionato. Nelle ultime 7 gare, il Rapid otterrà 6 vittorie e un solo pareggio, il 13 maggio contro il Wien (2-2). Alla vigilia dell'ultima sfida, Rapid e Wacker si trovano appaiate al primo posto con 41 punti. I bianco-verdi affrontano, in casa, l'Austria Graz già sicuro della retrocessione, mentre il Wacker gioca il derby con l'Austria Vienna. Il Rapid dilaga (7-0) in previsione del quoziente-reti, ma la sconfitta del Wacker (3-1) rende superflui ulteriori calcoli. Il Rapid Vienna conquista il ventesimo titolo nazionale della sua storia, precedendo di due soli punti i rivali cittadini del Wacker. All'epoca, il Rapid aveva vinto quasi la metà dei campionati di calcio disputati in Austria (20 in 44 stagioni) e deteneva il record assoluto a livello europeo.
In quanto campione nazionale, a fine stagione la società prende parte alla Coppa Mitropa. Nei quarti di finale fatica a superare i cecoslovacchi dello Slovan Bratislava, battuti 3-0 a Vienna ma capaci di vincere 3-1 nel ritorno, tra le mura amiche. In semifinale, contro il Vörös Lobogó detentore della coppa, altra sfida ad alta spettacolarità. Pareggio 3-3 all'andata in Austria e successo del Rapid per 4-3 a Budapest. Grazie a questi risultati il club raggiunge la finale, dove affronta un'altra società ungherese, il Vasas. La gara d'andata, disputata a Vienna, termina con un pareggio per 3-3 e anche il retour match, a Budapest, finisce in parità (1-1). Il 4 agosto il Vasas, giocando in casa di fronte a più di 100 000 spettatori, vince lo spareggio dilagando fino al 9-2 conclusivo e aggiudicandosi il trofeo.

## Maglie
Per la stagione 1955-1956, il Rapid indossa una divisa interamente verde con una grande "R" bianca sul petto, a sinistra. I pantaloncini sono verdi e i calzettoni bianchi.
La divisa da trasferta è interamente bianca, con bordi della maglia verdi.

## Organigramma societario
Area direttiva
- Presidente:  Josef Schwarzl

Area tecnica
- Direttore sportivo:  Leopold Gernhardt, poi  Rudolf Schick
- Allenatore:  Leopold Gernhardt, poi  Alois Beranek, poi  Franz Wagner

## Rosa
Aggiornata al 4 agosto 1956.
| N. |                    | Ruolo | Calciatore        |
| -- | ------------------ | ----- | ----------------- |
|    | Austria (bandiera) | P     | Herbert Gartner   |
|    | Austria (bandiera) | P     | Dieter Pflug      |
|    | Austria (bandiera) | P     | Walter Zeman      |
|    | Austria (bandiera) | D     | Paul Halla        |
|    | Austria (bandiera) | D     | Josef Höltl       |
|    | Austria (bandiera) | D     | Robert Kaffka     |
|    | Austria (bandiera) | D     | Lambert Lenzinger |
|    | Austria (bandiera) | C     | Lothar Bilek      |
|    | Austria (bandiera) | C     | Karl Giesser      |
|    | Austria (bandiera) | C     | Franz Golobic     |

| N. |                       | Ruolo | Calciatore        |
| -- | --------------------- | ----- | ----------------- |
|    | Jugoslavia (bandiera) | C     | Milan Nikolić     |
|    | Austria (bandiera)    | A     | Josef Bertalan    |
|    | Austria (bandiera)    | A     | Robert Dienst     |
|    | Austria (bandiera)    | A     | Alfred Körner     |
|    | Austria (bandiera)    | A     | Robert Körner (C) |
|    | Austria (bandiera)    | A     | Bruno Mehsarosch  |
|    | Austria (bandiera)    | A     | Erich Probst      |
|    | Austria (bandiera)    | A     | Hans Riegler      |
|    | Austria (bandiera)    | A     | Gerhard Hanappi   |

## Calciomercato
| Acquisti | Acquisti          | Acquisti   | Acquisti   |
| R.       | Nome              | da         | Modalità   |
| -------- | ----------------- | ---------- | ---------- |
| P        | Dieter Pflug      | Wien       | definitivo |
| D        | Josef Höltl       | Kremser SC | definitivo |
| D        | Lambert Lenzinger | Brunner SC | definitivo |
| C        | Milan Nikolić     | LASK       | definitivo |

| Cessioni | Cessioni          | Cessioni  | Cessioni      |
| R.       | Nome              | a         | Modalità      |
| -------- | ----------------- | --------- | ------------- |
| D        | Ernst Happel      | RC France | definitivo    |
| D        | Karl Hönig        | Wacker    | definitivo    |
| A        | Leopold Eineder   | ?         | definitivo    |
| D        | Walter Vybiral    | ?         | definitivo    |
| A        | Bruno Schlager    | ?         | definitivo    |
| A        | Johann Neuhold    | ?         | definitivo    |
| A        | Franz Häusler     | ?         | definitivo    |
| C        | Leopold Gernhardt | ritirato  | fine carriera |

## Risultati

### Staatsliga A

#### Girone di andata
| Arbitro: | Roman |

|                                        |           |                                 |
| Dienst 26’ Hanappi 29’, 65’ Probst 37’ | Marcatori | 35’ Neubauer 69’ (rig.) Wallner |

| Arbitro: | Seipelt |

|                         |           |                 |
| Szokoll 12’ Missler 28’ | Marcatori | 55’, 60’ Probst |

| Arbitro: | Steiner |

|                                        |           |                                   |
| Wagner I 15’, 77’ (rig.) Wagner II 85’ | Marcatori | 40’ Körner 51’ (rig.), 57’ Dienst |

| Arbitro: | Stoll |

|  |           |            |
|  | Marcatori | 15’ Körner |

| Arbitro: | Straka |

|                                                |           |               |
| Mehsarosch 10’, 64’ Dienst 42’, 89’ Körner 81’ | Marcatori | 50’, 75’ Grün |

| Arbitro: | Mayer |

|                                                  |           |            |
| Jericha 6’ Grohs 48’ Buzek 53’ Kaffka 60’ (aut.) | Marcatori | 88’ Probst |

| Arbitro: | Lasek |

|                                            |           |  |
| Hanappi 17’, 84’ Mehsarosch 25’ Dienst 74’ | Marcatori |  |

| Arbitro: | Seipelt |

|              |           |                                      |
| Schleger 58’ | Marcatori | 16’ Dienst 43’ Körner 82’ Mehsarosch |

| Arbitro: | Freyler |

|                           |           |                   |
| A. Körner 50’ Riegler 60’ | Marcatori | 87’ (rig.) Koller |

| Arbitro: | Roman |

|                                  |           |                                               |
| Gerdenits 2’ Cejka 40’ Höfer 67’ | Marcatori | 15’, 20’ Riegler 45’, 67’ Dienst 90’ Bertalan |

| Arbitro: | Marschall |

|                                                                  |           |               |
| Dienst 15’, 28’, 30’, 45’ A. Körner 41’ Riegler 70’ Bertalan 84’ | Marcatori | 43’ Mühlbauer |

| Arbitro: | Prybil |

|                                                      |           |            |
| Dienst 7’, 27’ A. Körner 30’ Probst 47’ Bertalan 60’ | Marcatori | 55’ Ninaus |

| Arbitro: | Kainer |

|  |           |                      |
|  | Marcatori | 28’ (rig.) A. Körner |

#### Girone di ritorno
| Arbitro: | Seipelt |

|              |           |                                               |
| Neubauer 57’ | Marcatori | 13’ Dienst 55’ Probst 63’ Hanappi 87’ Riegler |

| Arbitro: | Mayer |

|                                                            |           |  |
| A. Körner 6’ (rig.), 60’ Hanappi 15’ Riegler 17’, 41’, 55’ | Marcatori |  |

| Arbitro: | Liverani |

|  |           |                             |
|  | Marcatori | 35’ P. Kozlicek 48’ Brousek |

| Arbitro: | Marschall |

|                                                  |           |  |
| Hanappi 16’, 63’, 83’, 90’ Probst 27’ Dienst 70’ | Marcatori |  |

| Arbitro: | Bernardi |

|  |           |                                           |
|  | Marcatori | 43’ Riegler 60’ Bertalan 65’, 67’ Hanappi |

| Arbitro: | Jonni |

|             |           |                                                    |
| Riegler 25’ | Marcatori | 60’, 70’ Grohs 61’ Buzek 85’ Pichler 89’ Walzhofer |

| Arbitro: | Seipelt |

|             |           |                 |
| Hollaus 25’ | Marcatori | 7’, 45’ Hanappi |

| Arbitro: | Campanati |

|                       |           |                         |
| Hanappi 41’ A. Körner | Marcatori | Baumgartner 28’ Fischer |

| Arbitro: | Mayer |

|                        |           |                            |
| Hamerl 42’, 58’ (rig.) | Marcatori | 55’ Hanappi 86’ Mehsarosch |

| Arbitro: | Steiner |

|                                          |           |  |
| Hanappi 15’, 22’, 30’ (rig.) Riegler 46’ | Marcatori |  |

| Arbitro: | Prybil |

|               |           |                   |
| Mühlbauer 87’ | Marcatori | Riegler A. Körner |

| Arbitro: | Grill |

|            |           |                                                     |
| Aigner 75’ | Marcatori | 18’, 27’, 88’ Hanappi 72’, 80’ Bertalan 89’ Riegler |

| Arbitro: | Mayer |

|                                                                                 |           |  |
| Riegler 27’ Halla 30’ A. Körner 40’ Bertalan 53’ Hanappi 61’, 85’ R. Körner 89’ | Marcatori |  |

### Coppa dei Campioni
| Arbitro: | Schmetzer |

|                                                               |           |             |
| A. Körner 10’, 62’, 81’ Mehsarosch 55’ Hanappi 56’ Probst 60’ | Marcatori | 17’ Fransen |

| Arbitro: | Smidts |

|            |           |  |
| Fransen 8’ | Marcatori |  |

| Arbitro: | Vlček |

|                      |           |             |
| R. Körner 26’ (rig.) | Marcatori | 20’ Nordahl |

| Arbitro: | Horn |

|                                                                           |           |                        |
| Mariani 15’ Nordahl 23’, 49’ Ricagni 26’, 63’ Frignani 56’ Schiaffino 79’ | Marcatori | 35’ Golobic 59’ Dienst |

### Coppa Mitropa
| Arbitro: | Harangozó |

|                                |           |  |
| R. Körner 65’, 67’ Hanappi 72’ | Marcatori |  |

| Arbitro: | Zsolt |

|                                           |           |             |
| Moravčík 47’ Kovác 60’ (rig.) Hlavaty 85’ | Marcatori | 82’ Hanappi |

| Arbitro: | Romčević |

|                                         |           |                                |
| A. Körner 12’, 60’ R. Körner 46’ (rig.) | Marcatori | 61’, 73’ Hidegkuti 75’ Palotás |

| Arbitro: | Vlček |

|                              |           |                                               |
| Szolnok 29’ Palotás 48’, 50’ | Marcatori | 10’, 17’ Hanappi 20’ A. Körner 83’ Mehsarosch |

| Arbitro: | Orlandini |

|                                  |           |                                      |
| A. Körner 3’, 14’ Mehsarosch 19’ | Marcatori | 2’ Szilágyi 47’ Bundzsák 58’ Csordás |

| Arbitro: | Bernardi |

|                 |           |              |
| Halla 3’ (aut.) | Marcatori | 60’ Bertalan |

| Arbitro: | Vlček |

|                                                                         |           |                  |
| Csordás 21’, 28’ Raduly 43’, 80’ Szilágyi 47’, 52’, 56’, 70’ Teleki 88’ | Marcatori | 32’, 85’ Riegler |

## Statistiche

### Statistiche di squadra
| Competizione       | Punti | In casa | In casa | In casa | In casa | In casa | In casa | In trasferta | In trasferta | In trasferta | In trasferta | In trasferta | In trasferta | Totale | Totale | Totale | Totale | Totale | Totale | DR  |
| Competizione       | Punti | G       | V       | N       | P       | Gf      | Gs      | G            | V            | N            | P            | Gf           | Gs           | G      | V      | N      | P      | Gf     | Gs     | DR  |
| ------------------ | ----- | ------- | ------- | ------- | ------- | ------- | ------- | ------------ | ------------ | ------------ | ------------ | ------------ | ------------ | ------ | ------ | ------ | ------ | ------ | ------ | --- |
| Staatsliga A       | 43    | 13      | 11      | 0       | 2       | 56      | 17      | 13           | 9            | 3            | 1            | 37           | 20           | 26     | 20     | 3      | 3      | 93     | 37     | +56 |
| Coppa dei Campioni | -     | 2       | 1       | 1       | 0       | 7       | 2       | 2            | 0            | 0            | 2            | 2            | 8            | 4      | 1      | 1      | 2      | 9      | 10     | -1  |
| Coppa Mitropa      | -     | 3       | 1       | 2       | 0       | 9       | 6       | 4            | 1            | 1            | 2            | 8            | 16           | 7      | 2      | 3      | 2      | 17     | 22     | -5  |
| Totale             | -     | 27      | 17      | 6       | 4       | 52      | 18      | 25           | 12           | 7            | 6            | 46           | 35           | 53     | 30     | 13     | 10     | 100    | 54     | +46 |

### Statistiche dei giocatori
| Giocatore     | Staatsliga A | Staatsliga A | Staatsliga A | Staatsliga A | Coppa dei Campioni | Coppa dei Campioni | Coppa dei Campioni | Coppa dei Campioni | Coppa Mitropa | Coppa Mitropa | Coppa Mitropa | Coppa Mitropa | Totale   | Totale | Totale      | Totale     |
| Giocatore     | Presenze     | Reti         | Ammonizioni  | Espulsioni   | Presenze           | Reti               | Ammonizioni        | Espulsioni         | Presenze      | Reti          | Ammonizioni   | Espulsioni    | Presenze | Reti   | Ammonizioni | Espulsioni |
| ------------- | ------------ | ------------ | ------------ | ------------ | ------------------ | ------------------ | ------------------ | ------------------ | ------------- | ------------- | ------------- | ------------- | -------- | ------ | ----------- | ---------- |
| J. Bertalan   | 23           | 7            | -            | -            | 0                  | 0                  | -                  | -                  | 7             | 1             | -             | -             | 30       | 8      | -           | -          |
| L. Bilek      | 3            | 0            | -            | -            | 1                  | 0                  | -                  | -                  | 0             | 0             | -             | -             | 4        | 0      | -           | -          |
| R. Dienst     | 26           | 17           | -            | -            | 3                  | 1                  | -                  | -                  | 5             | 0             | -             | -             | 34       | 18     | -           | -          |
| H. Gartner    | 23           | 0            | -            | -            | 3                  | 0                  | -                  | -                  | 7             | 0             | -             | -             | 33       | 0      | -           | -          |
| K. Gieszer    | 17           | 0            | -            | -            | 2                  | 0                  | -                  | -                  | 6             | 0             | -             | -             | 25       | 0      | -           | -          |
| F. Golobic    | 20           | 0            | -            | -            | 2                  | 1                  | -                  | -                  | 7             | 0             | -             | -             | 29       | 1      | -           | -          |
| P. Halla      | 26           | 1            | -            | -            | 4                  | 0                  | -                  | -                  | 7             | 0             | -             | -             | 37       | 1      | -           | -          |
| G. Hanappi    | 25           | 22           | -            | -            | 4                  | 1                  | -                  | -                  | 7             | 4             | -             | -             | 36       | 27     | -           | -          |
| J. Höltl      | 21           | 0            | -            | -            | 4                  | 0                  | -                  | -                  | 7             | 0             | -             | -             | 32       | 0      | -           | -          |
| R. Kaffka     | 16           | 0            | -            | -            | 3                  | 0                  | -                  | -                  | 0             | 0             | -             | -             | 19       | 0      | -           | -          |
| A. Körner     | 21           | 15           | -            | -            | 3                  | 3                  | -                  | -                  | 6             | 4             | -             | -             | 30       | 22     | -           | -          |
| R. Körner     | 6            | 1            | -            | -            | 2                  | 1                  | -                  | -                  | 7             | 3             | -             | -             | 15       | 5      | -           | -          |
| L. Lenzinger  | 15           | 0            | -            | -            | 2                  | 0                  | -                  | -                  | 2             | 0             | -             | -             | 19       | 0      | -           | -          |
| B. Mehsarosch | 7            | 5            | -            | -            | 2                  | 1                  | -                  | -                  | 4             | 2             | -             | -             | 13       | 8      | -           | -          |
| M. Nikolić    | 3            | 0            | -            | -            | 0                  | 0                  | -                  | -                  | 0             | 0             | -             | -             | 3        | 0      | -           | -          |
| D. Pflug      | 1            | 0            | -            | -            | 0                  | 0                  | -                  | -                  | 0             | 0             | -             | -             | 1        | 0      | -           | -          |
| E. Probst     | 11           | 7            | -            | -            | 4                  | 1                  | -                  | -                  | 0             | 0             | -             | -             | 15       | 8      | -           | -          |
| J. Riegler    | 20           | 18           | -            | -            | 4                  | 0                  | -                  | -                  | 5             | 3             | -             | -             | 29       | 21     | -           | -          |
| W. Zeman      | 2            | 0            | -            | -            | 1                  | 0                  | -                  | -                  | 0             | 0             | -             | -             | 3        | 0      | -           | -          |